# West Union (Virginie-Occidentale)
Pour les articles homonymes, voir West Union.
La ville de West Union est le siège du comté de Doddridge, situé en Virginie-Occidentale, aux États-Unis. Sa population s’élevait à 825 habitants lors du recensement de 2010.

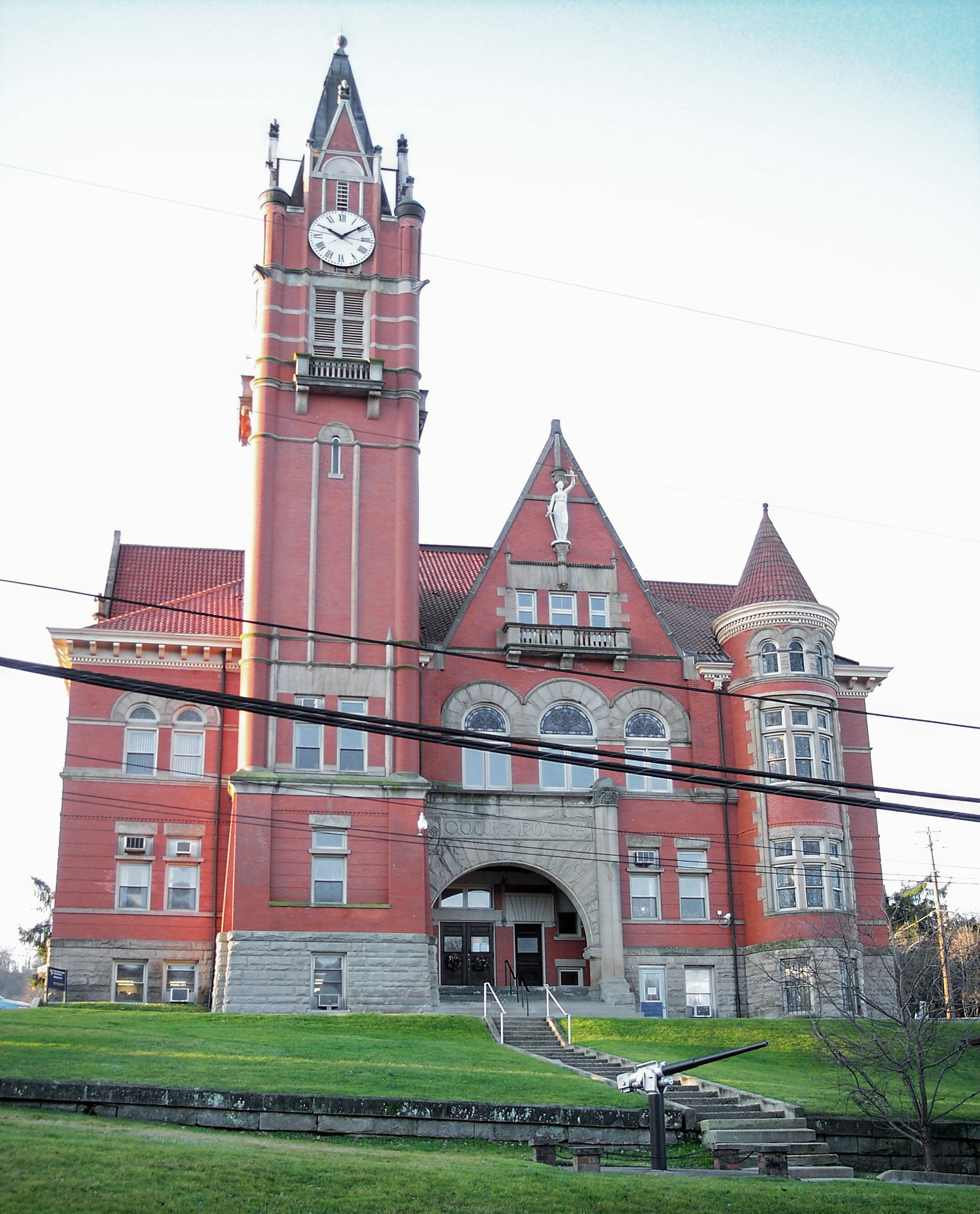
La cour de justice du comté.

## Histoire
La ville s'appelle d'abord Lewisport, en référence à Lewis Maxwell (en), propriétaire des terres où elle a été fondée. Elle prend par la suite le nom d'Union, puis se développe à l'ouest de la Middle Island Creek (en) et devient West Union.